# Serge Thion
Pour les articles homonymes, voir Thion.
Serge Thion, né le 25 avril 1942 à Issy-les-Moulineaux et mort à Créteil le 15 octobre 2017,, est un sociologue français, spécialiste de l'Asie du Sud-Est, ancien chercheur au CNRS, militant anticolonialiste devenu négationniste à partir des années 1970.

## Biographie
Serge Thion soutient sa thèse de doctorat de troisième cycle en sociologie à Paris en 1967 sous la direction de Georges Balandier avec pour titre Essai sur le système du pouvoir en Afrique du Sud. Par la suite, il oriente ses recherches vers l'Asie du Sud-Est.

### Serge Thion et le Cambodge
Engagé dans les luttes anti-colonialistes, contre la guerre du Viêt Nam et contre l'apartheid dans les années 1960 et 1970, Serge Thion sympathise particulièrement avec la lutte des Khmers rouges et se rend clandestinement au Cambodge durant la guerre civile, visitant la zone tenue par les hommes de Pol Pot. Après leur arrivée au pouvoir, se pose assez rapidement la question de la nature du régime qu'ils établissent (question du génocide cambodgien).
Serge Thion conteste généralement le qualificatif de « génocide » concernant les actions du régime des Khmers rouges au Cambodge.

### Serge Thion et le négationnisme
À la fin des années 1970, Serge Thion commence à s'intéresser au discours négationniste de Robert Faurisson, qui remet en cause l'existence des chambres à gaz et le nombre de morts pendant la Seconde Guerre mondiale. La question émerge au grand jour à la fin de 1978, avec la publication par Le Monde d'un texte de Faurisson, suivie de diverses interventions (Gabriel Cohn-Bendit, etc.) dans différents organes de presse. Notamment, un numéro de la revue Esprit en septembre 1980 traite à la fois la question du négationnisme (Pierre Vidal-Naquet) et du Cambodge (Serge Thion, Paul Thibaud). À cette époque, Serge Thion publie Vérité politique ou vérité historique ? et Faurisson Mémoire en défense, avec une préface de Noam Chomsky. Les deux livres paraissent aux éditions La Vieille Taupe, dirigées par Pierre Guillaume, d'origine marxiste-libertaire (Guillaume venant de Socialisme ou barbarie), mais ayant évolué vers le négationnisme au cours des années 1970.
Accusé par la suite d'avoir « remis en cause l'existence de crimes contre l'humanité », Serge Thion est révoqué en novembre 2000 de ses fonctions de chargé de recherche au CNRS par une commission présidée par l'historien François Bédarida. Il est régulièrement accusé par de nombreuses associations de promouvoir le négationnisme.
Il anime deux feuilles négationnistes, La Gazette du Golfe et des banlieues et Global Patelin.
Avec Pierre Guillaume, il est considéré comme étant l'un des fondateurs du plus important média négationniste en langue française, le site AAARGH.

### Autres
Après les attentats du 11 septembre 2001, Serge Thion conteste le rôle d'Oussama ben Laden dans leur organisation.
En 2002 et 2003, il participe à des réunions publiques organisées par des membres du Parti des musulmans de France,, dont la conférence fondatrice à Paris (octobre 2002) pour la fin de l'intervention occidentale en Irak avec Bernard Fischer (président de la coordination des collectifs Palestine d'Île de France), Bernard Cornut et Ginette Hess-Skandrani (Association la Pierre et l'Olivier) 
Lors des élections de 2007, des chroniques sont publiées sous le pseudonyme de « Serge Noith » sur le site de campagne de Dieudonné M'bala M'bala ; le magazine L'Arche a fait un rapprochement entre ce pseudonyme et le nom de Serge Thion.
En juin 2009, Serge Thion intègre le Mouvement des damnés de l'impérialisme de Kémi Séba.

## Publications
- Le Pouvoir pâle ou le Racisme sud-africain, Paris Seuil, (collection l'Histoire immédiate), 1969
- Le Pouvoir pâle ou le Racisme sud-africain, 2ème édition, Rombaldi, 1977, 315 p.  (ISBN 978-2231002442)
- Vérité historique ou vérité politique ? Le dossier de l’affaire Faurisson. La question des chambres à gaz, aux éditions de La Vieille Taupe  (ISBN 2-903279-02-0) ; réédité en 2000[2]
- Une allumette sur la banquise. Écrits de combats (1980-1992), Le Temps irréparable, 330 p., 1993
- (en) Watching Cambodia : ten paths to enter the Cambodian tangle, Bangkok, White Lotus, 1993[13]

### En collaboration
- (es) Avec Claude Lévi-Strauss, Aproximacion al estructuralismo, Buenos-Aires, Editorial Galerna, 1967[14].
- Avec Jean-Claude Pomonti, Des courtisans aux partisans. La crise cambodgienne, Gallimard, 1971
- Avec Paul Mus, L'Angle de l'Asie, Hermann, 1977  (ISBN 978-2705658403)
- Avec Robert Faurisson, Vérité historique ou vérité politique ? Le dossier de l'affaire Faurisson, la question des chambres à gaz, La Vieille Taupe, 1980
- Avec Ben Kiernan, Khmers rouges ! Matériaux pour l'histoire du communisme au Cambodge, Jean-Edern Hallier/Albin Michel, 1981